# Ellipanthus
Ellipanthus, biljni rod iz porodice Connaraceae, dio reda Ceceljolike (Oxalidales). Pripada mu 7 ili 8 vrsta grmova i drveća iz tropske Azije, Kine, Indokine, istočne Afrike i Madagaskara
Tipična vrsta je Ellipanthus unifoliatus (Thwaites) Thwaites.  Rod je opisan u Genera Plantarum 1: 431, 434. 1862.

## Vrste
1. Ellipanthus beccarii Pierre
2. Ellipanthus calophyllus Kurz
3. Ellipanthus glabrifolius Merr.
4. Ellipanthus madagascariensis (Schellenb.) Capuron ex Keraudren
5. Ellipanthus razanatsimae Randrian. & Lowry
6. Ellipanthus tomentosus Kurz
7. Ellipanthus unifoliolatus (Thwaites) Thwaites

## Sinonimi
- Pseudellipanthus G.Schellenb.; Mez, Bot. Archiv. 1: 314 (1922)
- Trichostephania Tardieu; Bull. Soc. Bot. France 95: 307 (1949)